# Souped Up
Souped Up —en español: Preparando la sopa— es una música orquestal de Michael Giacchino y novena pieza musical del álbum Ratatouille Soundtrack. La música se caracteriza por ser rápida y divertida, que va en in crescendo.

## Estructura
La música dura principalmente 50 segundos y tiene un ritmo rápido y ascendente. Inicia con un ambiente tranquilo, con el sonido de una cuchara golpeando una copa de cristal. Rápidamente sigue, un sonido de varias copas golpeándose entre ellas, mientras toca una guitarra. Después, la música se carga de tintineos, hasta que se escucha el cuchillo dando pequeños golpes sobre una tabla de picar.
Luego, la música se carga más, y al golpe de un platillo, suena una trompeta, más platillos y un xilófono al son del instrumento de viento. La música termina abruptamente.
La pieza musical trata de representar el ambiente cargado de una cocina industrial.

## Aparición
Esta música es únicamente usada en la escena donde Remy, el ratón protagónico de Ratatouille restaura la sopa que Linguini le había agregado ingredientes inadecuados.
- Datos: Q6132730